# The Betchadupa EP
The Betchadupa EP è il primo EP del gruppo neozelandese dei Betchadupa, pubblicato nel 2000

## Tracce
1. Empty Head
2. Spill the Light
3. Bits
4. Mr White
5. Derelict
6. Heavy Dog